# Benita Uribarrena Bollaín
Benita Uribarrena Bollaín (Durango, 16 de març de 1922 - Le Soler, 12 d'octubre de 2011) fou una militant del Partit Comunista d'Espanya i activista de l'Agrupació de Dones Antifeixistes. Va lluitar clandestinament contra el franquisme i va formar part de la resistència francesa durant la Segona Guerra Mundial, fet pel qual va rebre distincions per part de l'estat francès.
Benita Uribarrena, filla de Benita Bollaín Bilbao i de Santiago Uribarrena Munitxa, va néixer el 16 de març de 1922 a Durango, capital de la comarca del Durangaldea, Biscaia. La seva mare regentava un quiosc de premsa i era comunista, i el seu pare era ferroviari i socialista. Benita Bollaín va ser detinguda per ser la primera persona de Durango en proclamar i difondre, el dia abans, l'arribada de la Segona República Espanyola. El seu pare, tot i provenir d'una família carlista, va participar activament en lluites obreres, i va morir a causa d'una malaltia provocada per tortures de la guàrdia civil. El seu funeral va ser el primer funeral civil de la història de Durango. Benita Uribarrena era la més jove de quatre germans (Nati, Santiago i María).
Després de la mort del pare, els germans van haver de deixar l'escola i posar-se a treballar. Quan hi va haver l'alçament feixista l'any 1936, Nati i Santiago, que eren membres de les Joventuts Comunistes, van anar a lluitar al front. Benita, María i la seva mare van residir a Durango fins al fatídic bombardeig del 31 de març de 1937, que va provocar més de 290 morts. Van ser evacuades de la seva localitat natal i van emigrar a la Rochelle (França) a través del famós vaixell vapor Habana, a principis de juny d'aquell mateix any.
Un cop arribades a la Rochelle, van ser traslladades a Mayenne. Benita es va quedar sola a Mayenne una temporada, ja que va ser l'única que va aconseguir feina, en un hotel. Però davant l'amenaça de guerra a França, es va traslladar a Ollioules, on residien la seva mare i la seva germana. Un cop allà, va trobar feina en un altre hotel, i poc després va ingressar al Partit Comunista d'Espanya clandestí. Les seves tasques consistien en guiar persones fugitives de la guerra civil pels passos fronterers, en actuar de correu del pPCE en la clandestinitat i en distribuir el diari Mundo Obrero. El seu germà i les seves dues germanes també es van involucrar en activitats similars. Segons explicava la seva filla en un dels seus homenatges pòstums l'any 2017, Benita Uribarrena «una vegada va desplaçar-se fins a Donosti per treure del país a dos bascos que havien sigut condemnats a mort, i va haver de fer tot el viatge de tornada asseguda al costat d'un guàrdia civil. També van ser freqüents viatges amb maletes de doble fons a altres ciutats espanyols en suport a famílies de presos polítics perseguits per Franco».